# Cora chirripa
Cora chirripa là loài chuồn chuồn trong họ Polythoridae. Loài này được Calvert mô tả khoa học đầu tiên năm 1907.